# ریک روبین
فردریک جی "ریک" روبین (به انگلیسی: Frederick Jay "Rick" Rubin) (زادهٔ ۱۰ مارس ۱۹۶۳) تهیه‌کننده موسیقی آمریکایی و رئیس کمپانی کلمبیا رکوردز می‌باشد. روبین به همراه راسل سیمونز، دف جم رکوردز را بنیان گذاشتند. او همچنین مؤسس آمریکن رکوردینگز می‌باشد.
روبین سابقه همکاری با هنرمندان مختلفی را داشته‌است که از جملهٔ آن‌ها می‌توان به بیستی بویز، ال ال کول جی، پابلیک انمی، ران-دی.ام.سی، تام پتی، بلک سبث، تروبل، اسلیپ نات، اسلیر، رد هات چیلی پپرز، د مارس ولتا، جی–زی، کانیه وست، دانزینگ، دیکسی چیکس، متالیکا، ای سی/دی سی، اروسمیت، ویزر، لینکین پارک، د کالت، نیل دایمند، میک جگر، سیستم آو ا داون، ریج آگنست د مشین، ملانی چیسهولم، آودیو اسلیو، شریل کرو، د اوت برادرز، لانا دل ری، آدل ،امینم و نصرت فاتح علی خان اشاره کرد. در دههٔ ۱۹۹۰ و ۲۰۰۰ او با «آمریکن رکوردینگز» تهیه کلیه آلبوم‌های جانی کش را بر عهده داشت. شبکهٔ ام تی وی او را «مهمترین تهیه‌کننده در ۲۰ سال گذشته» نامید. در سال ۲۰۰۷، نام روبین در لیست «۱۰۰ فرد دارای نفوذ و قدرت در جهان» مجلهٔ تایم به چشم می‌خورد.